# لويد وليامز (مخرج)
لويد وليامز (بالإنجليزية: Lloyd Williams)‏ هو مخرج أمريكي، ولد في 1940.

## وصلات خارجية
- لويد وليامز على موقع IMDb (الإنجليزية)
- لويد وليامز على موقع قاعدة بيانات الفيلم (الإنجليزية)
- لويد وليامز على موقع كينوبويسك (الروسية)